# Brzozówka (rejon kamieniecki)
Brzozówka (biał. Бярозаўка, Biarozauka) – wieś położona na Białorusi w rejonie kamienieckim obwodu brzeskiego. Miejscowość wchodzi w skład sielsowietu Wierzchowice.
Wieś magnacka położona była w końcu XVIII wieku w powiecie brzeskolitewskim województwa brzeskolitewskiego. 